# STB (stacja telewizyjna)
STB (ukr. СТБ, od Світ ТелеБачення – ukr. świat telewizji) – ukraiński prywatny kanał telewizyjny, uruchomiony 2 czerwca 1997 roku, koncentrujący się na wyświetleniu tematyki wszechstronnej, będący własnością spółki StarLightMedia. Kanał odbierany jest na 85% terytorium kraju. Nadawany jest we wszystkich stolicach obwodów i wszystkich miastach ukraińskich o liczbie mieszkańców powyżej 50 000. Jest najczęściej oglądanym kanałem na Ukrainie.
Kanał jest udostępniony przez telewizję naziemną w formacie 16:9, kablową, satelitarną – w wersji SD 576i oraz cyfrową telewizję naziemną (DVB-T2) – w multipleksie MUX-2.

## Polityka językowa
STB jest jednym z nielicznych ukraińskich kanałów telewizyjnych, które w niektórych programach telewizyjnych stosują określone zasady ortografii charkowskiej. To powoduje zarówno komplementy, jak i krytykę ze strony społeczeństwa.
Według danych z monitoringu dokonanego przez aktywistów kampanii Boycott Russian Films 27 września 2014 na kanale około 54% treści było emitowane w języku rosyjskim.